# هیند (دهانه)
هیند یک دهانه برخوردی در ماه‌ است. هیند دهانه ضربه قمری است که در جنوب شرقی دشت دیوار Hipparchusنهفته است, و به علت شرق دهانه هالی. قطر آن ۲۹ کیلومتر است. این نام از ستاره شناس بریتانیایی جان راسل هیند نامگذاری شده است. هیند نسبتاً بدون سایش و تحریف است، به جز استراحت در حاشیه شمالی. کف هیند در مقایسه با فضای داخلی هالی نسبتاً ناهموار است. هند و craters Hipparchus C و Hipparchus L تشکیل یک خط با قطر کاهش است که اشاره به شمال شرقی.

## دهانه‌های اقماری
این دهانه ۱ دهانه اقماری دارد.
| Hind | عرض جغرافیایی | طول جغرافیایی | قطر         |
| ---- | ------------- | ------------- | ----------- |
| C    | ۸.۷° S        | ۷.۴° E        | ۷.۰ کیلومتر |